# Club Atlético Kimberley
Club Atlético Kimberley é um clube de futebol argentino sediado na cidade de Mar del Plata. Atualmente disputa o Torneo Federal A.
Seus jogos como mandante são realizados no Estádio José Antonio Valle, com capacidade para receber mil torcedores. As cores do clube são o verde e o branco. Possui também equipes de basquete, natação, futsal e taekwondo, entre outras modalidades - no basquete, o Kimberley venceu o campeonato provincial 16 vezes.
É considerado um dos clubes mais famosos da região de Mar del Plata, juntamente com Quilmes, Aldosivi e Peñarol.

## História
O clube foi fundado em 6 de julho de 1921, e disputou a Primeira Divisão do Campeonato Argentino por 6 vezes. Sua maior façanha foi ter derrotado o Independiente por 5 a 0, em novembro de 1970 (gols de Valiente - duas vezes - , Davino, Sangorrín e Catalano)
Em sua história, venceu a Liga Marplatense de Fútbol 15 vezes.

## Copa do Mundo
Em 1978, o Kimberley virou notícia durante a Copa do Mundo disputada em território argentino. Quando as seleções de França e Hungria, já eliminadas ainda na primeira fase, entraram em campo, uma surpresa: enquanto os húngaros estavam com o uniforme branco, a França, em protesto contra decisões polêmicas das arbitragens, decidiu também usar o mesmo uniforme. Enquanto o incidente não era resolvido, o árbitro brasileiro Arnaldo Cezar Coelho recusou-se a iniciar o jogo. Então, os franceses decidiram jogar com a camisa listrada em verde e branco.

## Uniforme
- Uniforme titular: Camisa listrada em verde e branco, calção preto e meias verdes;
- Uniforme reserva: Camisa branca com uma faixa verde, calção preto e meias verdes.

## Títulos
| NACIONAIS | NACIONAIS                         | NACIONAIS | NACIONAIS                                                                                     |
|           | Competição                        | Títulos   | Temporadas                                                                                    |
| --------- | --------------------------------- | --------- | --------------------------------------------------------------------------------------------- |
|           | Campeonato Argentino - 4° Divisão | 1         | Torneo Regional Federal Amateur 2023-24                                                       |
|           | Campeonato Argentino - 5° Divisão | 1         | Torneo Argentino C 2013                                                                       |
| REGIONAIS |                                   |           |                                                                                               |
|           | Competição                        | Títulos   | Temporadas                                                                                    |
|           | Liga Marplatense                  | 16        | 1933, 1934, 1936, 1947, 1962, 1969, 1970, 1978, 1982, 1983, 1986, 1991, 2000, 2011, 2016, 201 |

## Links
- Site oficial do Kimberley (em castelhano)
- Club Atlético Kimberley no X